# HR 5256
HR 5256 — звезда в циркумполярном созвездии Большая Медведица. HR 5256 имеет видимую звёздную величину +6.52, и, согласно шкале Бортля, видна невооружённым глазом на деревенско-пригородном небе (англ. Rural/suburban transition).
Из измерений параллакса, полученных во время миссии Gaia, известно, что звезда удалена примерно на 32,9 св. лет (10,1 пк) от Земли. Звезда наблюдается севернее 29° ю. ш., то есть видна практически на всей территории обитаемой Земли, за исключением южных штатов Австралии, о. Норфолк, южных областей Чили, Аргентины, южного штата Бразилии Риу-Гранди-ду-Сул, Лесото и южных областей ЮАР. На северном небе звезда наблюдается круглый год.
Средняя пространственная скорость HR 5256 имеет компоненты (U, V, W)=(-3.120, -9.033, -25.81), что означает U=−3,120 км/с (движется по направлению от галактического центра), V=−9,033 км/с (движется против галактического вращения) и W=−25,81 км/с (движется в направлении галактического южного полюса). HR 5256 движется весьма быстро относительно Солнца: её радиальная гелиоцентрическая скорость практически равна −25 км/с, что в более чем в 2 раза быстрее скорости местных звёзд Галактического диска, а также это значит, что звезда приближается к Солнца и примерно через 333 000 ± 16 000 лет, она будет на расстоянии 12,72 ± 0,65 св. лет когда она будет светить с яркостью до +4,31m, то есть с яркостью, с которой сейчас светит Эта Ворона или почти как Бета Волос Вероники или 10 Тельца. По небосводу звезда движется на северо-запад. Галактическая орбита HD 23356 находится на расстоянии от 25 366 св. лет до 25 451 св. лет от центра Галактики.

## Свойства звезды
HR 5256  — карлик спектрального класса K3V, то есть она находится на главной последовательности и водород в её ядре служит топливом. Эффективная температура её фотосферы составляет около 4811 К, что придаёт ей слегка оранжеватый оттенок.
Масса звезды составляет 0,82 {\displaystyle M_{\bigodot }}. Радиус составляет 0.78. Её светимость равна 0,28 {\displaystyle L_{\bigodot }}. Для того, чтобы планета, аналогичная нашей Земле, получала примерно столько же энергии, сколько она получает от Солнца, её надо было бы поместить на расстоянии 0,53 а.е., то есть примерно между Меркурием (0,39 а.е.) и Венерой (0,72 а.е.). Причём с такого расстояния HR 5256 выглядела бы на 57% больше нашего Солнца, каким мы его видим с Земли — 0,78° (угловой диаметр нашего Солнца — 0,5°).
Звезда имеет поверхностную гравитацию 4,57 СГС или 371,5 м/с2, то есть 1,75 раза больше, чем на Солнце (274,0 м/с2). Звезды, имеющие планеты, имеют тенденцию иметь большую металличность по сравнению Солнцем и HR 5256 имеет значение металличности 0.17, то есть почти в полтора раза больше, чем Солнце. Звезда вращается со скоростью в 2 раз выше солнечной и равной 4,6 км/с , что даёт период вращения звезды — 8,8 дня.
Возраст звезды HR 5256 — определён как 5,36 млрд. лет и поскольку звёзды с её массой живут на главной последовательности дольше Солнца, то HR 5256 ещё очень не скоро станет красным гигантом.

## Ближайшее окружение звезды
Следующие звёздные системы находятся на расстоянии в пределах 20 световых лет от звезды HR 5256 (включены только: самая близкая звезда, самые яркие (<6,5m) и примечательные звёзды). Их спектральные классы приведены на фоне цвета этих классов (эти цвета взяты из названий спектральных типов и не соответствуют наблюдаемым цветам звёзд):
| Звезда               | Спектральный класс | Расстояние, св. лет |
| Глизе 487            | M3 V-VI            | 5.09                |
| Бета Гончих Псов     | G0 V               | 13.60               |
| 44 Волопаса          | G0Vnv              | 13.81               |
| Глизе 623            | M3.0V              | 12.54               |
| Глизе 521            | M2V                | 14.12               |
| Глизе 625            | M2V                | 14.93               |
| Хи Дракона           | F7V                | 14.95               |
| Тета Волопаса        | F7V                | 16.21               |
| Глизе 445            | M3.5V              | 17.49               |
| Бета Волос Вероники  | G0 V               | 18.86               |
| Глизе 661            | M3V                | 18.93               |
| 61 Большой Медведицы | G8V                | 19.27               |
| 36 Большой Медведицы | F8V                | 19.32               |
| Сигма Дракона        | K0V                | 19.92               |

Рядом со звездой, на расстоянии 20 световых лет, есть ещё порядка 25 красных, оранжевых карликов и жёлтых карликов спектрального класса G, K и M, а также 2 белых карлика, которые в список не попали.

### Комментарии
1. ↑  Расстояние рассчитано по приведённому значению параллакса
2. ↑  В XX веке HR 5256  классифицировалась как звезда спектрального класса K5V[14]
3. ↑  Угловой диаметр (δ) вычисляется по формуле :{\displaystyle \delta =2\arctan \left({\frac {D_{\mathrm {S} }}{d_{\mathrm {CZ} }}}\right)}, где RS — радиус звезды, выраженный в а.е.; dS — расстояние до звезды